# جون غوتفريد
جون غوتفريد هو سياسي كندي، ولد في 13 أكتوبر 1917، وتوفي في 28 يوليو 1980.